# Proberothella elongata
Proberothella elongata là một loài côn trùng trong họ Mesoberothidae thuộc bộ Neuroptera. Loài này được Riek miêu tả năm 1955.